# Embalse de Plasencia
El embalse de Plasencia pertenece a la cuenca de la Confederación Hidrográfica del Tajo y se encuentra ubicado en la provincia de Cáceres, a unos cuatro kilómetros aguas arriba de la ciudad de Plasencia, dentro de los términos municipales de Plasencia, Casas del Castañar y Cabezabellosa, en el Valle del Jerte. Fue inaugurado en 1985. El embalse, sobre el río Jerte, tiene una capacidad de embalsado de 59 hm³, y una superficie de 667 ha.

## Características ambientales de la cuenca
- Paisaje: relieve montañoso
- Vegetación: vomunidades vegetales catalogados. Vegetación climática 40%.
- Fauna: especies catalogadas de interés
- Edafología: uso forestal[2]

## Usos turísticos y recreativos
- Pesca
- Navegación a vela en zona acotada
- Baño
- Pic-nic
- Restaurantes

## Efectos socioeconómicos
- Núcleos desaparecidos: 0
- Creación de nuevos núcleos: 0
- Nº de viviendas inundadas: 0
- Nº de habitantes desplazados: 0
- Superficie expropiada: -
- Vías de comunicación afectadas: carretera N-110.